# 松岡康暢
松岡 康暢（まつおか やすのぶ、1986年5月2日 - ）は、大阪府寝屋川市出身の元プロサッカー選手、サッカー指導者、サッカー解説者、ジョーキーボール選手。ポジションはミッドフィールダー。

## 来歴
ガンバ大阪の下部組織出身。本田圭佑とはジュニアユース時代の同期、家長昭博とはジュニアユースからトップチームまで一緒にプレーしていた。ガンバユース時代には、U-17日本代表で背番号10をつけてプレーした事もある。
2005年にガンバ大阪のトップチームに昇格。
2006年10月に出場機会を求めてJFLのロッソ熊本（当時）に期限付き移籍。2007年、2008年も引き続きレンタル期間を延長して熊本でプレーした。
2009年、熊本に完全移籍。2010年11月24日、契約満了により熊本退団。
2010年12月24日、同じく熊本を退団する山内祐一と共にV・ファーレン長崎に完全移籍することが発表された。
2012年シーズン終了後に契約非更新で長崎を退団。その後現役を引退し、2013年1月よりガンバ大阪アカデミーコーチに就任することが発表された。
2017年、福岡県久留米市で「SANXTUS（サンクタス）サッカースクール」を設立し、代表に就任。その傍ら、Jリーグ中継の解説者としても活動している。

## 人物・エピソード
- シューズのサイズは26.5cm。
- 趣味は、以前映画鑑賞とされていたが、友達とサラダパーティーを行うことに変更されている。
- 熊本時代は定食屋「キッチンママ」によく通っていた[6]。
- 尊敬するサッカー選手は播戸竜二、藤田俊哉。
- 2017年、壁に囲まれた箱型のコートでプレーする2人制のサッカー「ジョーキーボール」の世界大会に日本代表として初出場を果たした[2]。

## 所属クラブ
ユース経歴
- 1993年 - 1998年 寝屋川SC
- 1999年 - 2001年 ガンバ大阪ジュニアユース
- 2002年 - 2004年 ガンバ大阪ユース（大阪府立芦間高等学校）

プロ経歴
- 2005年 - 2008年 ガンバ大阪
  - 2006年10月 - 2008年 ロッソ熊本/ロアッソ熊本（期限付き移籍）
- 2009年 - 2010年 ロアッソ熊本
- 2011年 - 2012年 V・ファーレン長崎

## 個人成績
| 国内大会個人成績 | 国内大会個人成績 | 国内大会個人成績 | 国内大会個人成績 | 国内大会個人成績 | 国内大会個人成績 | 国内大会個人成績 | 国内大会個人成績 | 国内大会個人成績 | 国内大会個人成績 | 国内大会個人成績 | 国内大会個人成績 |
| 年度             | クラブ           | 背番号           | リーグ           | リーグ戦         | リーグ戦         | リーグ杯         | リーグ杯         | オープン杯       | オープン杯       | 期間通算         | 期間通算         |
| 年度             | クラブ           | 背番号           | リーグ           | 出場             | 得点             | 出場             | 得点             | 出場             | 得点             | 出場             | 得点             |
| 日本             | 日本             | 日本             | 日本             | リーグ戦         | リーグ戦         | リーグ杯         | リーグ杯         | 天皇杯           | 天皇杯           | 期間通算         | 期間通算         |
| ---------------- | ---------------- | ---------------- | ---------------- | ---------------- | ---------------- | ---------------- | ---------------- | ---------------- | ---------------- | ---------------- | ---------------- |
| 2005             | G大阪            | 29               | J1               | 0                | 0                | 0                | 0                | 0                | 0                | 0                | 0                |
| 2006             | G大阪            | 29               | J1               | 0                | 0                | 0                | 0                | -                | -                | 0                | 0                |
| 2006             | 熊本             | 32               | JFL              | 5                | 0                | -                | -                | 0                | 0                | 5                | 0                |
| 2007             | 熊本             | 7                | JFL              | 14               | 0                | -                | -                | 0                | 0                | 14               | 0                |
| 2008             | 熊本             | 7                | J2               | 8                | 0                | -                | -                | 0                | 0                | 8                | 0                |
| 2009             | 熊本             | 7                | J2               | 15               | 0                | -                | -                | 1                | 0                | 16               | 0                |
| 2010             | 熊本             | 7                | J2               | 0                | 0                | -                | -                | 0                | 0                | 0                | 0                |
| 2011             | 長崎             | 18               | JFL              | 2                | 0                | -                | -                | 1                | 0                | 3                | 0                |
| 2012             | 長崎             | 18               | JFL              | 1                | 0                | -                | -                | 0                | 0                | 1                | 0                |
| 通算             | 日本             | 日本             | J1               | 0                | 0                | 0                | 0                | 0                | 0                | 0                | 0                |
| 通算             | 日本             | 日本             | J2               | 23               | 0                | -                | -                | 1                | 0                | 24               | 0                |
| 通算             | 日本             | 日本             | JFL              | 22               | 0                | -                | -                | 1                | 0                | 23               | 0                |
| 総通算           | 総通算           | 総通算           | 総通算           | 45               | 0                | 0                | 0                | 2                | 0                | 47               | 0                |

- Jリーグ初出場 - 2008年6月8日 J2第18節 vsアビスパ福岡（熊本市水前寺競技場）

## 代表・選抜歴
- U-17日本代表
  - 2003年 - サニックス杯国際ユースサッカー大会 (準優勝)
- 2003年 - 静岡国体 大阪代表
- 2004年 - 近畿ミニ国体 大阪代表

## タイトル

### クラブ
ガンバ大阪ユース
- Jユースカップ：1回 (2002年)

ガンバ大阪
- Jリーグ ディビジョン1：1回 (2005年)

ロアッソ熊本
- NHK杯熊本県サッカー選手権大会：2回（2006年、2007年）

V・ファーレン長崎
- 日本フットボールリーグ：1回 (2012年)
- 長崎県サッカー選手権大会：2回（2011年、2012年）